# Крайняя улица (Казань)
Крайняя улица (тат. Кырый урам, Qırıy uram) — небольшая улица в Вахитовском районе Казани. 

## География
Находится внутри квартала, ограниченного улицами Татарстан, Карима Тинчурина, Галиасгара Камала и Заводская. Ранее пересекалась с улицами Галиаскара Камала, Татарстан и Транспортным переулком.

## История
Возникла не позднее начала XX века. По сведениям на 1912 год, на улице находилось 22 домовладения, 21 из них деревянное, одно незастроенное; большинство домовладельцев был татарами. В сословном отношении 1 домовладелец был дворянином, 1 — нижним чином, 4 — мещанами, 8 — крестьянами, сословная принадлежность остальных домовладельцев не указана. В первые годы своего существования улица не имела устоявшегося названия ― параллельно употреблялись названия Односторонка Заводской, Односторонка, Задне-Заводская; (также в 1914 году постановлением Казанской городской думы было утверждено название Екатеринбургская, общее для односторонок кварталов №№ 237, 238, 241, но фактически оно не использовалось).
В соответствии с протоколом комиссии Казгорсовета по наименованию улиц б/н от 2 ноября 1927 года улица получила современное название по её географическому расположению.
К концу 1930-х годов улица имела свыше 30 домовладений: №№ 1–59 по нечётной стороне и №№ 2–16 по чётной. Бо́льшая часть застройки улицы была снесена в 1960-е годы, при строительстве хрущёвок и здания школы № 51. Последние дома улицы были снесены в конце 1990-х – начале 2000-х годов.
После сноса всех частных домов ни одно из строений не имеет адресацию по данной улице.
В дореволюционное время и в первые годы советской власти административно относилась ко 2-й городской части. После введения в городе деления на административные районы входила в состав Бауманского (до 1935), Приволжского (до 1956 года Сталинского, 1935–1973), Бауманского (1973–1994) и Вахитовского (с 1994) районов.

## Транспорт
Общественный транспорт по улице не ходит. Ближайшие остановки общественного транспорта — «Тинчурина» (автобус, троллейбус, трамвай) на улице Татарстан. 

## Известные жители
В доме № 7 проживал писатель Ибрагим Нуруллин.